# Бряг Сандърс
Бряг Сандърс (на английски: Saunders Coast) е част от крайбрежието на Западна Антарктида, в най-западната част на Земя Мери Бърд, простиращ се между 76°15’ и 77°50’ ю.ш. и 145°10’ и 157° з.д. Брегът е разположен в крайната западна част на Земя Мери Бърд, покрай бреговете на Тихия океан, като на югазапад граничи с Брега Сирасе на Земя Едуард VІІ, а на североизток – с Брега Рупърт на Земя Мери Бърд. Крайбрежието му е силно разчленено от ледени заливи, запълнени изцяло от шелфовия ледник Салзбъргър, в края на който са разположени заливът Салзбергер и остров Гест. Изцяло е покрит с дебела ледена покривка, над която стърчат отделни оголени върхове от планината Едсел Форд. От нея към шелфовия ледник Салзбергер се спускат няколко планински ледници, най-големи от които са Хамънд, Байд, Кревас Вали и др.
Голяма част от Брега Сандърс е открит, изследван и топографски заснет проз 1928 – 1930 г. от американския географ и полярен изследовател Харалд Сандърс и в негова чест ръководителят на експедицията през 1929 г. Ричард Бърд го наименува на неговото име.